# 永自鳞毛蕨
永自鳞毛蕨（学名：Dryopteris yungtzeensis）为鳞毛蕨科鳞毛蕨属下的一个种。